# 紅葉堂
紅葉堂（もみじどう）は、広島県廿日市市宮島町にある和菓子店。島内にあるもみじ饅頭製造元の老舗であり、同店が販売している『揚げもみじ』が有名。

## 概要
1912年（明治45年）に竹内紅葉堂として宮島参拝の旅人をもてなす甘味処として初代、竹内与平により創業。のちにもみじ饅頭の製造を始める。
銘菓もみじ饅頭の製造販売を主業とし、また、もみじ饅頭を二次的に食材として扱ったカフェも展開しており、もみじ饅頭とフルーツを使ったスムージーや、地元廿日市産の牛乳を使用したもみじ饅頭入りのアイスクリームなど。
中でも2002年（平成14年）から販売されている同社登録商標『揚げもみじ』は宮島参拝の旅人の食べ歩きの名物になっている。
なお、埼玉県において、カステラのOEM製造を行っている株式会社紅葉堂（OICグループ）は同名の別会社である。

## 沿革
- 1912年(明治45年)創業
- 1982年(昭和57年)有限会社設立